# Polygonum aleppicum
Polygonum aleppicum är en slideväxtart som beskrevs av Boiss. & Hausskn. och Pierre Edmond Boissier. Polygonum aleppicum ingår i släktet trampörter, och familjen slideväxter. Inga underarter finns listade i Catalogue of Life.